# Komunistična partija Sovjetske zveze
Komunístična pártija Sovjétske zvéze (KPSZ, Коммунистическая партия Советского Союза) je bila edina dovoljena politična stranka v Sovjetski zvezi in najpomembnejša politična sila v tej državi. Generalni sekretar KPSZ je bil (začenši s Stalinom od sredine ali konca 20. let 20. stoletja) de facto voditelj Sovjetske zveze. Mladinska sekcija stranke je bil Komsomol (kratica za Zvezo komunistične mladine, rus.: Коммунисти́ческий сою́з молодёжи).

## Poimenovanje
KPSZ se je večkrat preimenovala, in sicer je bila:
- od 1898 — Ruska social-demokratska delavska stranka (RSDDS oz. rusko РСДРП),
- od pomladi 1917 — Ruska social-demokratska delavska stranka (boljševikov) (RSDDS(b) oz. РСДРП(б)),
- od 1918 — Ruska komunistična stranka/partija (boljševikov) s kratico RKP(b) oz. rusko РКП(б)
- od 1925 — Vsezvezna komunistična stranka/partija (boljševikov), znana tudi pod kratico VKP(b) oz. po rusko ВКП(б)
- med 1952 in 1991 — Komunistična stranka/partija Sovjetske zveze (KPSZ oz. КПСС),
- od 1993 — Zveza komunističnih strank /partij-KSSZ (ZKS-KSSZ oz. СКП-КПСС).

## Zgodovina
Od leta 1903, drugega kongresa stranke, ko je bila stranka šele organizacijsko oblikovana, je RSDDS vodil Lenin, ki je bil že od začetka vodja boljševiške (tj. večinske) frakcije, ob formalmem razcepu na boljševiko in menjševiško socialdemokratsko stranko, se je njegova tudi uradno poimenovala Ruska socialdemokratska stranka (boljševikov). Po prihodu iz izgnanstva leta 1917 je izvedel oktobrsko revolucijo v Rusiji. Že leta 1918 se je ta preimenovala v Komunistično partijo (boljševikov), leta 1921 je prepovedal frakcije v njej, hkrati pa je Ruska boljševiška stranka začela dejansko voditi organizacijo mednarodnega revolucionarnega (komunističnega) gibanja, ki je z ustanovitvijo Kominterne postalo centralizirano organizirano.
Centralni komite komunistične partije je po letu 1919 volil ožje vodstveno telo - politbiro (1952-66 imenovan prezidij), sekretariat, ki ga je (1922-52 in 1966-91) vodil generalni sekretar (vmes 1953-66 prvi sekretar) in do 1952 tudi organizacijski biro, ki je bil nekakšen razširjen sekretariat (članstvo vseh treh organov se je lahko delno prekrivalo). Poleg CK je do sredine 30. let delovala tudi Centralna kontrolna komisija (CKK), ki je imela svojo vzporedno hierarhijo in precej večje ševilo članov v primerjavi z njim, vodil jo je Prezidij s predsednikom CKK; kasneje pa jo je zamenjala Komisija partijske kontrole, ki jo je oblikoval in nadziral CK. Vodstvo KPSZ oz. R/V/KP(B), utelešeno v politbiroju oz. prezidiju partije je bilo načeloma kolektivno, vselej pa je postopoma prevladala tendenca, da en sam človek prevzame vodilno in odločilno vlogo v njej, npr. Stalin, Hruščov, Brežnjev... Sestava politbiroja se je spreminjala, vendar ta ni nikoli resnično odražala federalne ureditve države (voditelji nekaterih pomembnejših republik so bili sicer tudi vključeni vanj kot člani ali kandidati), saj zvezne republike niso bile enakopravno zastopane v njem vse do leta 1990, ko je bil razširjeni politbiro paritetno sestavljen iz predstavnikov vseh republiških organizacij. To je bilo le eno leto pred njeno prepovedjo po spodletelem državnem udaru.
Centralizirana organizacija KPSZ je prispevala tudi k obnovitvi centralizirane države, formalno organizirane kot federacije. Centralni komite v Moskvi je bil nadrejen vsem republiškim centralnim in regionalnim komitejem, pri čemer je bila organizacija KPSZ asimetrična oz. centralizirana, saj posebna republiška organizacija Ruske federacije (RSFSR) ali njen centralni komite ni obstajal vse do leta 1990/91, občasno (v 60. letih) le neka ad hoc oblika - biro CK za RSFSR. 
Leta 1991 je bila KPSZ po spodletelem državnem udaru na ozemlju Rusije prepovedana.
Leta 2001 se je ZKP-KPSZ razklala na dve stranki. Pod vodstvom takratnega generalnega sekretarja Olega Šenina se je en del leta 2004 preimenoval v KPSZ, frakcija pod vodstvom Genadija Zjuganova pa je najprej obdržala ime ZKP-KPSZ, Od leta 1993 se imenuje Komunistična partija Ruske federacije. Poleg teh dveh je bilo ustanovljeno še več »komunističnih« strank z variantami imen: KPSZ in BKPB.